# Concino Concini
Concino Concini (n. 1575 – d. 24 aprilie 1617, Paris) a fost mareșal al Franței, marchiz de Ancre, baron de Lésigny, conte de Penna. Născut la Florența în jurul anului 1575 și asasinat la Paris în 24 aprilie 1617, a fost favoritul regentei Maria de Medici și a fost căsătorit cu Leonora Dori.

## Date biografice

### Originile sale
Aparținea unei familii vechi și nobile din Toscana, fiind descendent din conții de Catenaia. Mama sa era Camilla Miniati, iar tatăl său Giovanni Battista Concini.
Bunicul său a fost prim secretar al ducilor Cosimo și Francesco, iar tatăl său a fost prim secretar al Marelui Duce al Toscanei. Un frate a fost ambasador la curtea Spaniei. Familia sa provenea din satul Firenzuol, în vecinătatea Florenței, iar el s-a născut într-un mic oraș, Terranuova Bracciolini, în provincia Arezo. Casa unde s-a născut se află în via Concini și a fost restructurată de primăria orașului. Aventurier, a aparținut micii nobilimi cu titlul de conte de Penna și a studiat la universitatea din Pisa. După terminarea studiilor, unchiul său, Belisario Vinta, îi propune să facă parte din escorta Mariei de Medici care pleca să se căsătorească cu Henric al IV-lea al Franței, iar el acceptă cu entuziasm ocazia. În timpul călătoriei o cunoaște pe Leonora Dori Galigaï, sora de lapte a reginei și cea mai intimă confidentă. După luni de tratative, în 12 iulie 1601 o ia de soție. Regina îi dă o dotă consistentă Leonorei, iar Concini devine maître d'hôtel al reginei.

### Personalitate
Concini era o persoană pretențioasă și arogantă. Lunga sa carieră la curtea Franței s-a datorat influenței Leonorei Dori asupra Mariei de Medici. Prezența sa alături de Maria de Medici nu-i este pe plac soțului său Henric al IV-lea, care ar vrea să-l înlăture de la curte pe acest individ ambițios. În 4 mai 1610, cu zece zile înainte de asasinarea regelui, Concino este la un pas de a fi ucis în bătaie pentru că a avut impertinența de a intra în parlament cu pălăria pe cap. Funcționarii palatului au început să-l bastoneze și este salvat de către pajii reginei.

### Favoritul reginei

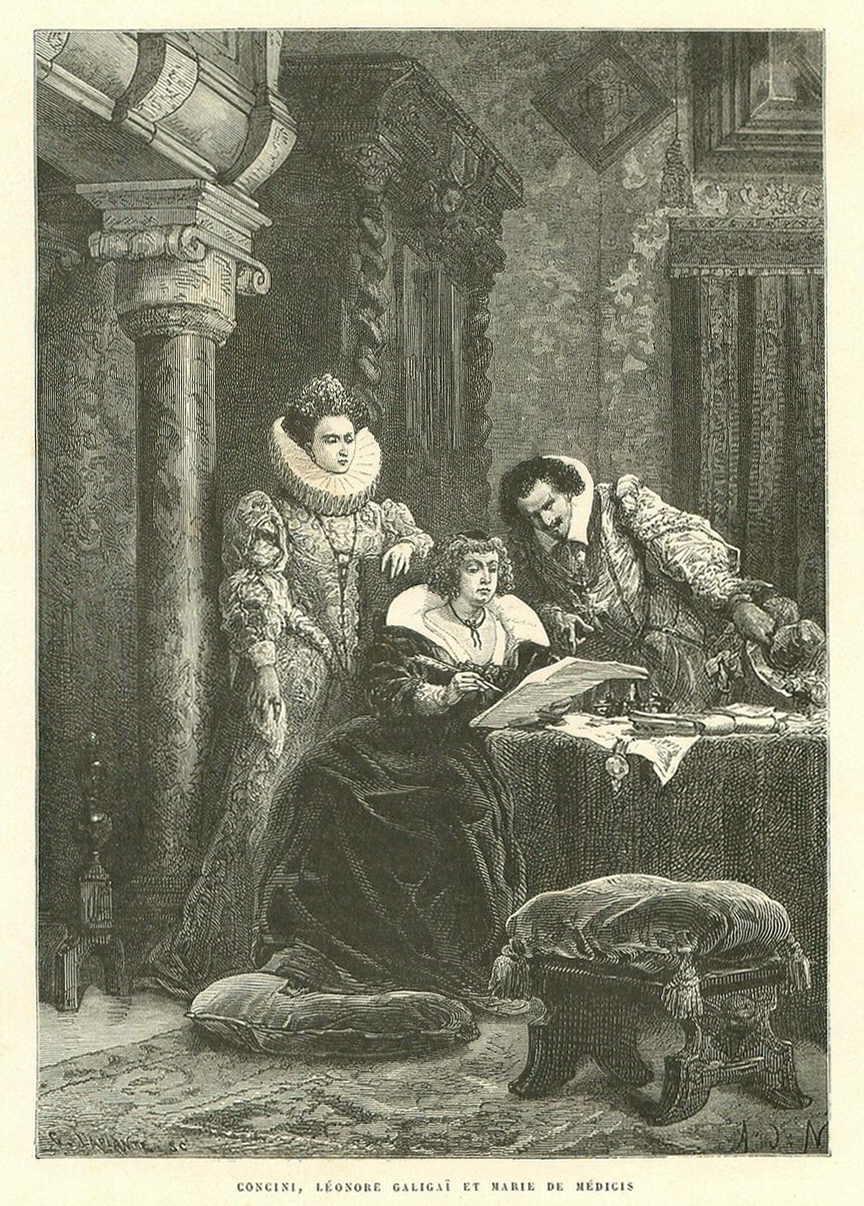
Litografie sec. XIX. Maria de Medici supusă dorințelor cuplului Concini

Devenită regentă pentru fiul său (viitorul Ludovic al XIII-lea), Maria de Medici îl acoperă de onoruri și titluri, iar Concini devine favoritul său. Devine mareșal de Ancre în 16 septembrie 1610 supervizor al camerei reginei, guvernator de Péronne și Montdidier, iar pe 7 noiembrie 1613 devine mareșal al Franței. În jurul cuplului Concini-Galigai se formează o curte de italieni, ce dominau curtea franceză și care au inaugurat o politică de cheltuieli nebunești ce în curând pun în dificultate finanțele regale. Se calculează că cei doi au ajuns să dețină 75% din patrimoniul statului. Urât de nobilime și de popor, influența lui la curte rămâne puternică datorită soției sale. În 1612 primește permisiunea de a construi o mică casă, care comunica cu Luvru prin grădină. Inițial preocupat să acumuleze bogății, mai apoi se implică în politica internă și externă. În 1616 obține destituirea cancelarului Nicholas Brûlart Sillery. Numește miniștri pe vescovul de Luçon, viitorul Richelieu, Mangot Claude și Claude Barbin. Richelieu în noiembrie devine secretar de stat, iar Concini se lăuda în privința noilor miniștri și mai ales despre Richelieu spunea: "este capabil să dea lecții tuturor cerșetorilor". Și avea dreptate: chiar dacă era venal, Concini a recomandat miniștri competenți și incoruptibili. Cuplul coopera pe plan politic și financiar, dar căsnicia începea să scârțâie, iar certurile lor erau de domeniu public. De la sfârșitul lui 1616 Concini, se comportă ca un adevărat șef de stat ținând reuniuni ministeriale în casa sa și fiind în strâns contact cu Richelieu. Nu se știe dacă el avea un adevărat plan politic. Richelieu în Mémoires scrie: "Concini avea ca scop principal mărirea averii sale și obținerea de titluri care să-l facă să devină un gentilom, pe locul doi era grandoarea regelui și a statului, iar pe locul trei coborârea mai marilor regatului". Este cert că îi ura pe parizieni care îi jefuiseră casa în 1616: "dacă ei nu mă iubesc, vor învăța să se teamă de mine", spune în februarie 1617, când a împânzit orașul cu furci.

### Moartea

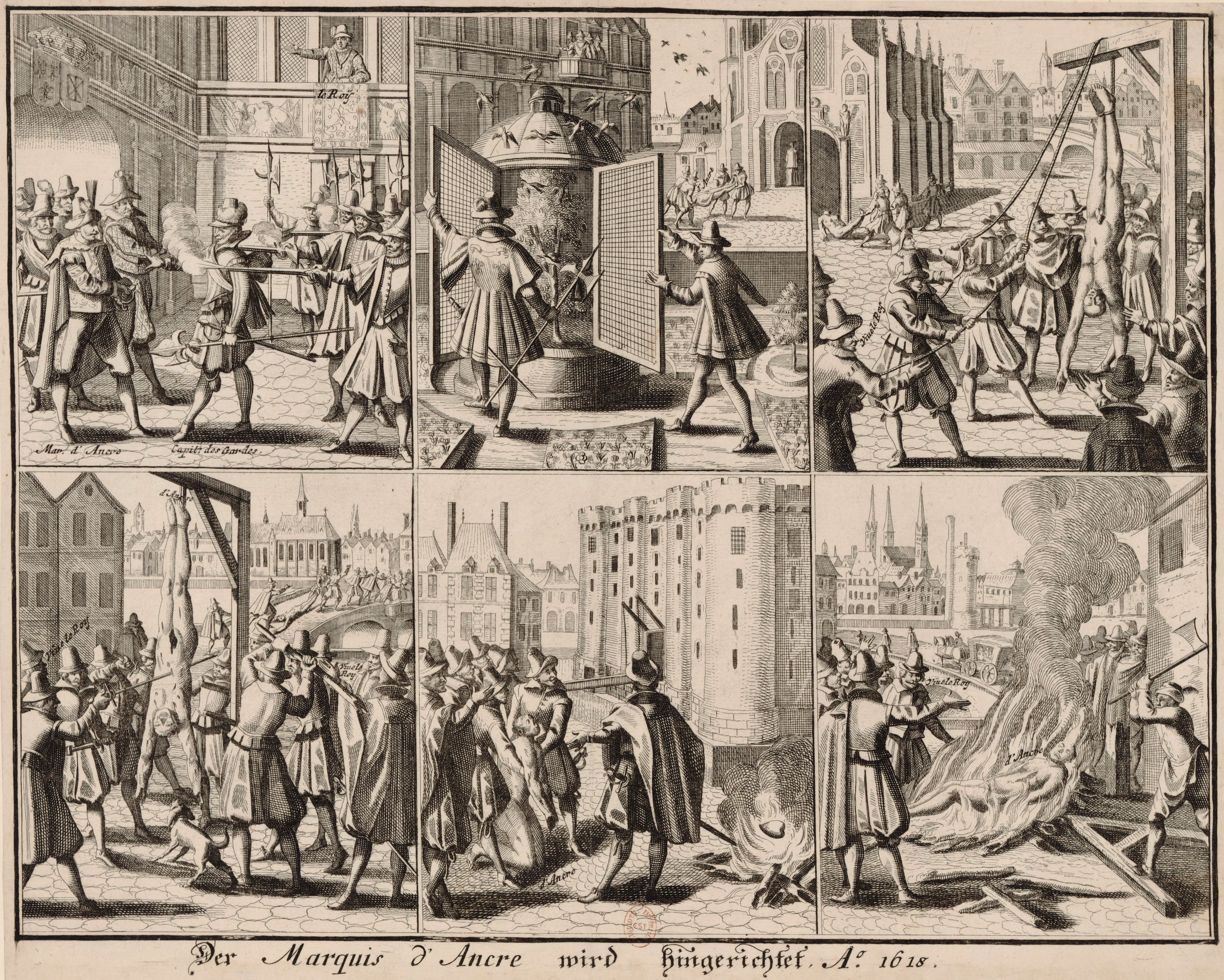
Asasinarea mareșalului d'Ancre

Originile sale, puterea și bogățiile acumulate, faptul că s-a înconjurat de toscani, exasperarea nobilimii și a poporului francez, antipatia față de soția sa, faptul că Concini uitase să și-l facă prieten pe Ludovic al XIII-lea, duc la asasinarea sa în aprilie 1617. Pentru a prelua puterea din mâinile mamei sale, Ludovic a pus la cale o lovitură de stat. Concini avea o armată de 7000 de soldați, fără să se numere numeroșii săi acoliți și prieteniile sus puse. Împreună cu Carol d'Albert, duce de Luynes, maestrul său de vânătoare (care îi fusese propus lui Ludovic de către Concini - adevărat act de trădare din partea ducelui de Luynes), Ludovic planifică asasinarea lui Concini. Concini este împușcat de baronul de Vitry, Nicolas de L'Hospital, căpitanul gărzilor regale, în 24 aprilie 1617, în curtea Luvrului. Ludovic al XIII-lea a mulțumit călduros: mulțumesc mult, din acest moment eu sunt regele. Dar omicidul nu a potolit ura parizienilor: un grup de fanatici au exhumat corpul lui Concini de la biserica Saint-Germain-l'Auxerrois, unde fusese îngropat cu o zi înainte, l-au târât pe străzile Parisului, l-au atârnat de picioare pe Pont Neuf, apoi au făcut corpul bucăți, i-au dat foc, iar cenușa au aruncat-o în Sena. Soția sa, Leonora Dori, care nu a putut fi apărată de Maria de Medici, (care era exilată la Blois) va fi acuzată de vrăjitorie și executată în Place de Grève în 8 iulie 1617. Bunurile lor, printre care castelul Lesigny și hotelul din Paris din rue Tournon, au fost confiscate și date ducelui de Luynes.

### Copii
Concini a avut doi copii:
- O fiică Maria, botezată în martie 1608, al cărei naș a fost Henric al IV-lea. Maria moare în 2 ianuarie 1617.
- Un fiu, Enrico, botezat la Saint-Germain, în 8 iulie 1603, nașa sa a fost Maria de Medici. După moartea părinților, Enrico Concini este  arestat și își petrece cinci ani închis în castelul Nantes. Eliberat datorită intervenției Mariei de Medici, este nevoit să părăsească Parisul, se ascunde la Florența, unde ia titlul de conte de Penna și unde va muri în 1631 de ciumă[10].